# مارتن بيشوفيل
مارتن بيشوفيل (1939 - 2020)، هو كاتب هولندي.
ولد يوم 23 مايو 1939 في مدينة سخيدام، أول ظهور له في عالم الأدب كان عام 1972 مع مجموعة القصص القصيرة بعنوان «في القفص العلويIn de bovenkooi» .
توفي يوم  30 يوليو 2020 في مدينة ليدن.

## من مؤلفاته
- «السفر عبر غرفتي (Reis Door Mijn Kamer (1984»
- «دائرة الآلهة (Godencirkel (1986»
- «في القفص العلوي (In de bovenkooi (1972»

## الجوائز
- جائزة : The Ferdinand Bordewijk Prijs   عام 1985.
- جائزة بي سي هوفت PC Hooft عام 2007.
- وسام فارس الأسد الهولندي عام 2008.